# One Minute to Zero
One Minute to Zero is een Amerikaanse oorlogsfilm uit 1952 onder regie van Tay Garnett. Destijds werd de film in Nederland uitgebracht onder de titel De grote beslissing.

## Verhaal
Linda Day is afgevaardigde bij de Verenigde Naties. Ze wordt verliefd op de Amerikaanse kolonel Steve Janowski, die burgers moet evacueren tijdens de Koreaanse Oorlog. Hij en zijn detachement moeten de linies verdedigen, totdat het leger in actie komt.

## Rolverdeling
| Acteur            | Personage               |
| ----------------- | ----------------------- |
| Robert Mitchum    | Kolonel Steve Janowski  |
| Ann Blyth         | Linda Day               |
| William Talman    | Kolonel John Parker     |
| Charles McGraw    | Sergeant Baker          |
| Margaret Sheridan | Mary Parker             |
| Richard Egan      | Kapitein Ralston        |
| Eduard Franz      | Dokter Gustav Engstrand |
| Robert Osterloh   | Majoor Davis            |
| Robert Gist       | Majoor Carter           |